# Jalkanya
Jalkanya – gaun wikas samiti w środkowej części Nepalu  w strefie Dźanakpur w dystrykcie Sindhuli. Według nepalskiego spisu powszechnego z 2001 roku liczył on 351 gospodarstw domowych i 1915 mieszkańców (1007 kobiet i 908 mężczyzn).